# Brigitte Gadient
Brigitte Gadient, švicarska alpska smučarka, * 9. oktober 1963.
Nastopila je na Svetovnem prvenstvu 1985, kjer je osvojila deveto mesto v slalomu. V svetovnem pokalu je tekmovala deset sezon med letoma 1981 in 1990 ter dosegla štiri uvrstitve na stopničke, vse v slalomu. V skupnem seštevku svetovnega pokala je bila najvišje na 22. mestu leta 1985, ko je bila tudi peta v slalomskem seštevku.